# Вестфальський державний музей ремесел і техніки

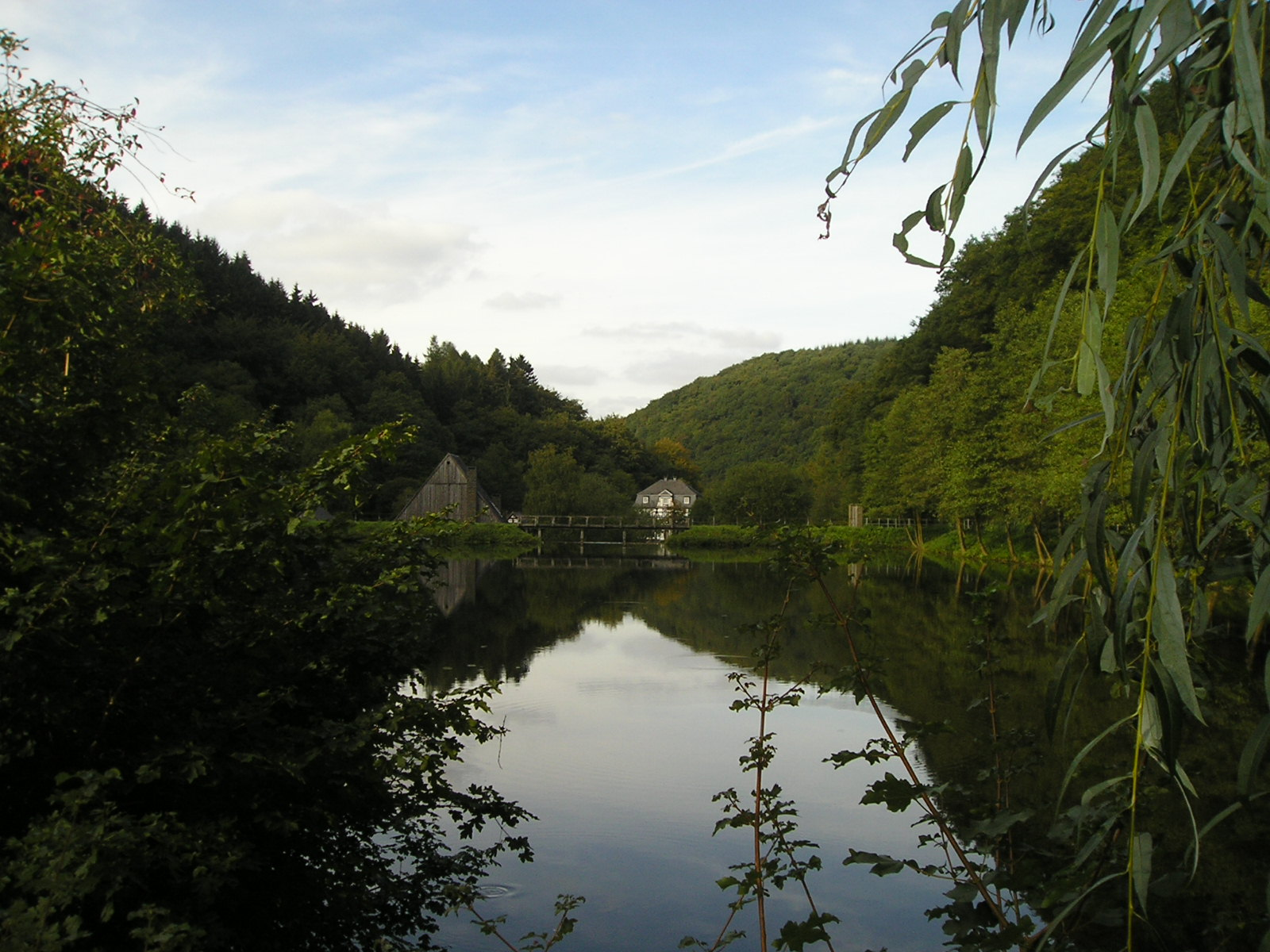
Став на території музею. На задньому плані — колишня ратуша м. Нойнкірхен

Вестфальський державний музей ремесел і техніки або Хагенський музей просто неба (нім. Westfälisches Landesmuseum für Handwerk und Technik (WFH), Das LWL-Freilichtmuseum Hagen) — музей просто неба в німецькому місті Хаген (район Selbecke im Mäckingerbachtal), у південно-східній частині Рурського регіону.
Функціонує за підтримки Регіональної асоціації Вестфалія-Ліппе (LWL).
На відміну від більшості європейських музеїв просто неба, Хагенський музей присвячений не побуту селян, а історії ремесел і техніки.

## Історія
Створення музею розпочалося у 1920-х роках завдяки зусиллям групи інженерів і захисників історії для збереження технічних пам'яток для нащадків. Ініціатором створення музею був Вільям Клаас. Саме він запропонував обрати місцем для розташування музею долину Маркінґебах. Вузька долина мала для цього усі переваги, оскільки тут поєднувалися три найважливіші чинники розвитку промисловості XVII-XIX сторіч: вітер, вода і деревина.
1960 року Хагенський музей просто неба був створений, а тринадцять років по тому, ворота відкрилися для широкої публіки. На відміну від більшості музеїв просто неба, які показують повсякденне життя на фермі або в сільській місцевості, як це було за старих часів, Хагенський музей відтворює історію розвитку ремесел і техніки у Вестфалії. Відвідувач може на власні очі побачити процес розвитку різних галузей промисловості у регіоні, немов подорожуючи у часі — з кінця XVII-го століття, через перші роки промислової революції до індустріально розвиненого суспільства початку ХХ століття.
1983 року на території Вестфальського державного музею ремесел і техніки відкрито Німецький музей ковальства, який раніше був в Альтенському замку. Музей розміщений біля будівлі ратуші м. Нойнкірхена, збудованій 1754 року та перенесеній на територію музею просто неба.

## Опис
На території площею майже 24 гектари відтворено або реконструйовано 16 видів виробництв. Більшість із них досі функціонують та час від часу випускають продукцію для демонстраційних цілей. Відвідувачі можуть долучитися до процесу виробництва та власноруч виготовити різноманітну продукцію: ковані вироби, воскові свічки, випічку, папір та багато іншого. Тим самим відвідувачі отримують уявлення про процес виробництва періоду XVII-XIX ст.
Музей відкрито у сезон з 1 квітня до 31 жовтня. У перші вихідні адвенту на території музею протягом трьох днів діє Різдвяний ринок. У будівлях музею та наметах продаються переважно вироби декоративно-ужиткового мистецтва та гастрономії.